# USA's Grand Prix 2017
USA's Grand Prix 2017 (officielle navn: 2017 Formula 1 United States Grand Prix) var et Formel 1-løb som blev afholdt 22. oktober 2017 på Circuit of the Americas i Austin, Texas. Det var det syttende løb i Formel 1-sæsonen 2017 og 45. gang at USA's Grand Prix blev arrangeret.
Løbet blev vundet af Lewis Hamilton fra Mercedes, som startede fra pole position. De andre podiepladser gik til Ferrari-kørerne Sebastian Vettel på anden og Kimi Räikkönen på tredje. Med Hamiltons sejr og en femteplads til Valtteri Bottas sikrede Mercedes sig sit fjerde konstruktørmesterskab i træk.

## Resultater

### Kvalifikation
| Pos.               | Nr. | Kører              | Konstruktør               | Del 1    | Del 2     | Del 3     | Grid |
| ------------------ | --- | ------------------ | ------------------------- | -------- | --------- | --------- | ---- |
| 1                  | 44  | Lewis Hamilton     | Mercedes                  | 1.34,822 | 1.33,437  | 1.33,108  | 1    |
| 2                  | 5   | Sebastian Vettel   | Ferrari                   | 1.35,420 | 1.34,103  | 1.33,347  | 2    |
| 3                  | 77  | Valtteri Bottas    | Mercedes                  | 1.35,309 | 1.33,769  | 1.33,568  | 3    |
| 4                  | 3   | Daniel Ricciardo1  | Red Bull Racing-TAG Heuer | 1.35,991 | 1.34,495  | 1.33,5771 | 4    |
| 5                  | 7   | Kimi Räikkönen1    | Ferrari                   | 1.35,649 | 1.33,840  | 1.33,5771 | 5    |
| 6                  | 33  | Max Verstappen2    | Red Bull Racing-TAG Heuer | 1.34,899 | 1.34,716  | 1.33,658  | 162  |
| 7                  | 31  | Esteban Ocon       | Force India-Mercedes      | 1.35,849 | 1.35,113  | 1.34,647  | 6    |
| 8                  | 55  | Carlos Sainz, Jr.  | Renault                   | 1.35,517 | 1.34,899  | 1.34,852  | 7    |
| 9                  | 14  | Fernando Alonso    | McLaren-Honda             | 1.35,712 | 1.35,046  | 1.35,007  | 8    |
| 10                 | 11  | Sergio Pérez       | Force India-Mercedes      | 1.36,358 | 1.34,789  | 1.35,148  | 9    |
| 11                 | 19  | Felipe Massa       | Williams-Mercedes         | 1.35,603 | 1.35,155  |           | 10   |
| 12                 | 26  | Daniil Kvjat       | Toro Rosso                | 1.36,073 | 1.35,529  |           | 11   |
| 13                 | 2   | Stoffel Vandoorne3 | McLaren-Honda             | 1.36,286 | 1.35,641  |           | 203  |
| 14                 | 8   | Romain Grosjean    | Haas-Ferrari              | 1.36,835 | 1.35,870  |           | 12   |
| 15                 | 27  | Nico Hülkenberg4   | Renault                   | 1.35,740 | ingen tid |           | 184  |
| 16                 | 9   | Marcus Ericsson    | Sauber-Ferrari            | 1.36,842 |           |           | 13   |
| 17                 | 18  | Lance Stroll5      | Williams-Mercedes         | 1.36,868 |           |           | 155  |
| 18                 | 39  | Brendon Hartley6   | Toro Rosso                | 1.36,889 |           |           | 196  |
| 19                 | 94  | Pascal Wehrlein    | Sauber-Ferrari            | 1.37,179 |           |           | 14   |
| 20                 | 20  | Kevin Magnussen7   | Haas-Ferrari              | 1.37,394 |           |           | 177  |
| 107%-tid: 1.41,459 |     |                    |                           |          |           |           |      |
| Kilde:             |     |                    |                           |          |           |           |      |

### Løbet
| Pos.   | Nr. | Kører             | Konstruktør               | Omgange | Tid/Udgået  | Startpos. | Point |
| ------ | --- | ----------------- | ------------------------- | ------- | ----------- | --------- | ----- |
| 1      | 44  | Lewis Hamilton    | Mercedes                  | 56      | 1.33.50,991 | 1         | 25    |
| 2      | 5   | Sebastian Vettel  | Ferrari                   | 56      | +10,143     | 2         | 18    |
| 3      | 7   | Kimi Räikkönen    | Ferrari                   | 56      | +15,779     | 5         | 15    |
| 4      | 33  | Max Verstappen8   | Red Bull Racing-TAG Heuer | 56      | +16,7688    | 16        | 12    |
| 5      | 77  | Valtteri Bottas   | Mercedes                  | 56      | +34,967     | 3         | 10    |
| 6      | 31  | Esteban Ocon      | Force India-Mercedes      | 56      | +1.30,980   | 6         | 8     |
| 7      | 55  | Carlos Sainz, Jr. | Renault                   | 56      | +1.32,944   | 7         | 6     |
| 8      | 11  | Sergio Pérez      | Force India-Mercedes      | 55      | +1 omgang   | 9         | 4     |
| 9      | 19  | Felipe Massa      | Williams-Mercedes         | 55      | +1 omgang   | 10        | 2     |
| 10     | 26  | Daniil Kvjat      | Toro Rosso                | 55      | +1 omgang   | 11        | 1     |
| 11     | 18  | Lance Stroll      | Williams-Mercedes         | 55      | +1 omgang   | 15        |       |
| 12     | 2   | Stoffel Vandoorne | McLaren-Honda             | 55      | +1 omgang   | 20        |       |
| 13     | 39  | Brendon Hartley   | Toro Rosso                | 55      | +1 omgang   | 19        |       |
| 14     | 8   | Romain Grosjean   | Haas-Ferrari              | 55      | +1 omgang   | 12        |       |
| 15     | 9   | Marcus Ericsson9  | Sauber-Ferrari            | 55      | +1 omgang9  | 13        |       |
| 16     | 20  | Kevin Magnussen   | Haas-Ferrari              | 55      | +1 omgang   | 17        |       |
| Ret    | 14  | Fernando Alonso   | McLaren-Honda             | 24      | Motor       | 8         |       |
| Ret    | 3   | Daniel Ricciardo  | Red Bull Racing-TAG Heuer | 14      | Motor       | 4         |       |
| Ret    | 94  | Pascal Wehrlein   | Sauber-Ferrari            | 5       | Kollision   | 14        |       |
| Ret    | 27  | Nico Hülkenberg   | Renault                   | 3       | Motor       | 18        |       |
| Kilde: |     |                   |                           |         |             |           |       |

Noter til tabellerne:
- 1:  - Daniel Ricciardo og Kimi Räikkönen satte identiske omgangstider i Q3. Eftersom Ricciardo satte sin tid først blev han anset at have kvalificeret foran Räikkönen.[4]
- 2:  - Max Verstappen fik en gridstraf på 15 placeringer for at have overskredet bilens motorkomponentkvote.[5]
- 3:  - Stoffel Vandoorne fik en gridstraf på 30 placeringer for at have overskredet bilens motorkomponentkvote.[5]
- 4:  - Nico Hülkenberg fik en gridstraf på 20 placeringer for at have overskredet bilens motorkomponentkvote.[5]
- 5:  - Lance Stroll fik en gridstraf på 3 placeringer for at have hindret Romain Grosjean under kvalifikationen.[5]
- 6:  - Brendon Hartley fik en gridstraf på 25 placeringer for at have overskredet bilens motorkomponentkvote.[5]
- 7:  - Kevin Magnussen fik en gridstraf på 3 placeringer for at have hindret Sergio Pérez under kvalifikationen.[5]
- 8:  - Max Verstappen fik en tidsstraf på 5 sekunder for at have kørt udenfor banen og opnået en fordel.[3]
- 9:  - Marcus Ericsson fik en tidsstraf på 5 sekunder for at have forårsaget en kollision.[3]

## Stillingen i mesterskaberne efter løbet
| Nr. | +/- | Kører              | Point |
| --- | --- | ------------------ | ----- |
| 1   |     | Lewis Hamilton     | 331   |
| 2   |     | Sebastian Vettel   | 265   |
| 3   |     | Valtteri Bottas    | 244   |
| 4   |     | Daniel Ricciardo   | 192   |
| 5   |     | Kimi Räikkönen     | 163   |
| 6   |     | Max Verstappen     | 123   |
| 7   |     | Sergio Pérez       | 86    |
| 8   |     | Esteban Ocon       | 73    |
| 9   |     | Carlos Sainz, Jr.  | 54    |
| 10  | 1   | Felipe Massa       | 36    |
| 11  | 1   | Nico Hülkenberg    | 34    |
| 12  |     | Lance Stroll       | 32    |
| 13  |     | Romain Grosjean    | 28    |
| 14  |     | Kevin Magnussen    | 15    |
| 15  |     | Stoffel Vandoorne  | 13    |
| 16  |     | Fernando Alonso    | 10    |
| 17  |     | Jolyon Palmer      | 8     |
| 18  |     | Pascal Wehrlein    | 5     |
| 19  |     | Daniil Kvjat       | 5     |
| 20  |     | Marcus Ericsson    | 0     |
| 21  |     | Antonio Giovinazzi | 0     |
| 22  |     | Pierre Gasly       | 0     |
| 23  | –   | Brendon Hartley    | 0     |
| NC  | –   | Jenson Button      | 0     |
| NC  | –   | Paul di Resta      | 0     |

| Nr. | +/- | Konstruktør          | Point |
| --- | --- | -------------------- | ----- |
| 1   |     | Mercedes             | 575   |
| 2   |     | Ferrari              | 428   |
| 3   |     | Red Bull-TAG Heuer   | 315   |
| 4   |     | Force India-Mercedes | 159   |
| 5   |     | Williams-Mercedes    | 68    |
| 6   |     | Toro Rosso           | 53    |
| 7   | 1   | Renault              | 48    |
| 8   | 1   | Haas-Ferrari         | 43    |
| 9   |     | McLaren-Honda        | 23    |
| 10  |     | Sauber-Ferrari       | 5     |